# Viola Onwuliri
Viola Adaku Onwuliri, née le 18 juin 1956 à Lagos au Nigeria, est professeur en biochimie. Elle a également été ministre des Affaires étrangères puis ministre d’État pour l'Éducation. Elle fait ses études à l'université de Nsukkawhere puis celle de Nsukka au Nigeria. Elle achève ensuite son cursus à l'université Howard de Washington et l'école de santé publique d'Harvard (en) à Boston.